# Paya Barat
Paya Barat is een bestuurslaag in het regentschap Bireuen van de provincie Atjeh, Indonesië. Paya Barat telt 302 inwoners (volkstelling 2010).